# Web of Science
Das Web of Science (ehemals bekannt als ISI Web of Knowledge) ist eine kostenpflichtige Plattform mit mehreren wissenschaftlichen Online-Zitations- und Literaturdatenbanken. Ursprünglich erstellt vom Institute for Scientific Information (ISI), wurde es 1992 von Thomson Reuters gekauft. 2016 kaufte Clarivate den Geschäftsbereich Intellectual Property and Science mit den wissenschaftlichen Datenbanken. 
Das Web of Science ist eine Recherche-Oberfläche, in der der Anwender in verschiedenen Literatur- und Zitationsdatenbanken nach relevanter wissenschaftlicher Literatur aus akademischen Zeitschriften, Konferenzberichten und anderen Dokumenten suchen können. Viele wissenschaftliche Bibliotheken haben teure Lizenzverträge mit Clarivate abgeschlossen, die den Zugang für die Angehörigen ihrer Einrichtung ermöglichen. 
Die früher als Web of Science bezeichnete Zitationsdatenbank nennt sich mittlerweile Web of Science Core Collection (Web of Science CC).
Neben bibliographischen Basisangaben lässt sich auch untersuchen:
- welche Artikel im ausgewählten Datensatz zitiert werden;
- welche anderen Artikel den ausgewählten Datensatz zitieren.

Bei der Indexierung werden folglich auch Angaben in Fußnoten, Anmerkungen und in Literaturverzeichnissen eines Artikels analysiert und im Web of Science eingetragen. Mit der Zitationsanalyse werden Maßzahlen für die wissenschaftliche Bedeutung eines Artikels oder eines Autors und weitere bibliometrische Daten ermittelt (vgl. Impact Factor, der sich auf die Ebene der Zeitschriftentitel bezieht, und h-Index, der den wissenschaftlichen Einfluss des Autors erfasst).
Die Zitationen sammelte ab 1945 im naturwissenschaftlichen Bereich der Science Citation Index (SCI), ab 1956 im sozialwissenschaftlichen Bereich der Social Sciences Citation Index (SSCI) und ab 1975 ebenfalls im geisteswissenschaftliche Bereich der Arts and Humanities Citation Index (A&HCI). Die Indizes liegen auch in gedruckter Form vor. Später kam die Erfassung der Konferenzliteratur im Conference Proceedings Citation Index (ab 1990) und seit 2005 von Büchern im Book Citation Index hinzu.
Die Web of Science CC hat gegenüber den reinen Fachdatenbanken (Chemical Abstracts, MEDLINE, BIOSIS, INSPEC, MLA International Bibliography, EconLit etc.) den Vorteil der Interdisziplinarität, also des breiten Fächerspektrums von Medizin, Natur-, Geistes-, Sozial- und Wirtschaftswissenschaften. Allerdings sind die verschiedenen Publikationsformen sehr unterschiedlich vertreten. So fehlen Artikel aus Kongressberichten bis 1990 beinahe vollständig. Die sachliche Erschließung ist rudimentär (unausgereift) und basiert auf der Kategorisierung der Zeitschrift und den Autorenstichwörtern. Abstracts gehen nur bis 1991 zurück.
Des Weiteren unterscheidet sich beispielsweise in den Geisteswissenschaften das Publikationsverhalten von demjenigen, das im Bereich Science, Technology, Medicine (STM) üblich ist. Während die wissenschaftliche Kommunikation in letzteren hauptsächlich auf dem Gebiet der Zeitschriftenartikel stattfindet, spielt in ersterem nach wie vor die Veröffentlichung in Form von selbstständigen Schriften (Monografien) eine wichtige Rolle, die im Web of Science unterrepräsentiert sind und erst ab 2005 erschlossen werden.
Weiterhin sind einige bibliographische Angaben in den Artikeln nicht einheitlich eingetragen. So können beispielsweise Artikel, die in der Schweiz erschienen, mit der Herkunft Switzerland oder Suisse indexiert worden sein. Auch Abkürzungen wie FRG (Federal Republic of Germany, also Bundesrepublik Deutschland) oder GDR (German Democratic Republik, also Deutsche Demokratische Republik) werden teilweise neben der Bezeichnung Germany verwendet.

## Suchmöglichkeiten
Im Web of Science gibt es vier verschiedene Suchmodi:
- Basic Search,
- Author Search,
- Cited Reference Search,
- Advanced Search.

In der Basic Search lässt sich auf einfache Weise die Fachdatenbank nach Thema, Autor, Gruppenautor, Quelle (nach Zeitschrift), Publikationsjahr, Adresse, Sprache und Dokumentart durchsuchen.
In der Cited Reference Search kann man nach Arbeiten suchen, die einen bestimmten Artikel zitieren. Ausgehend von einem bekannten Artikel kann man damit jüngere Arbeiten finden, die sich häufig mit verwandten Themen beschäftigen.
Die Advanced Search ist für erfahrene Anwender und ermöglicht es, mit Hilfe von Feldbezeichnungen alle enthaltenen Informationen aller Dokumente gezielt zu durchsuchen. So kann mit dem Term TS=information retrieval nach allen Dokumente geforscht werden, die in dem Indexfeld Thema (engl. Topic) den Begriff Information Retrieval aufweisen. Verschiedene Suchterme lassen sich mit Booleschen Operatoren verknüpfen, um die Suche zu verfeinern.

## Retrieval-Möglichkeiten
Das Web of Science bietet sowohl Online- als auch Offline-Retrieval-Möglichkeiten an. So lässt sich zum einen eine Treffermenge anhand des Analyze-Modus untersuchen oder zum anderen durch den Button Export to Reference Software auf dem Rechner abspeichern, um dort mit Hilfe von Software, wie etwa HistCite oder CiteSpace, weiterverarbeitet zu werden.
Im Analyze Mode lassen sich alle gefundenen Dokumente nach Autor, Land, Dokumenttyp, Institut, Sprache, Publikationsjahr, Quellenzeitschrift und/oder Thema sortieren und auflisten. Die neu sortierte Menge kann markiert, angezeigt oder wiederum gerankt werden. Es bestehen also rekursive Rank-Möglichkeiten.
Für die Verwendung externer Retrieval-Software kann man die Suchergebnisse im Web of Science auch als Textdatei auf dem eigenen Computer speichern. Das umfasst, je nach Umfang, mehrere Megabyte an Speicher. Das Web of Science kann maximal 500 Treffer (Records) in eine Datei exportieren. Der Anwender muss somit seine Suchergebnisse, sofern mit über 500 Treffern, in mehreren Dateien speichern. Diese lassen sich mit HistCite in eine Datei zusammenfassen.
Beim Export kann der Anwender auch festlegen, wie detailliert seine Suchergebnisse abgespeichert werden sollen. Mit der Option Bibliographic Fields lassen sich lediglich grundlegende bibliographische Daten exportieren. Bei der Option Full Record + Cited References werden alle Datensätze einschließlich der eingetragenen Zitationen abgespeichert. Für die Verwendung von HistCite ist die Option Field Tagged nützlich.

## Journal Citation Reports
Ursprünglich wurden die Journal Citation Reports (JCR) als Teil des Science Citation Index veröffentlicht, enthielten insbesondere Informationen zu den Impact-Faktoren wissenschaftlicher Fachzeitschriften und wurden später in das Web of Science integriert. Die JCR sind auch als eigenständiger Dienst aufrufbar.